# Arthur Constantin Krebs
Pour les articles homonymes, voir Krebs.
Arthur Constantin Krebs, né le 16 novembre 1850 à Vesoul et mort le 22 mars 1935 à Quimperlé, est un militaire et ingénieur français.

## Biographie
Krebs nait au 3 rue du Centre à Vesoul (actuelle rue d'Alsace-Lorraine).
Il s'engagea dans l’armée en 1870, fut nommé capitaine d'infanterie en 1880, puis chef de bataillon des sapeurs pompiers de Paris en 1890. Il quitta alors l'armée pour se consacrer à l'industrie.
C'est un pionnier de l'aéronautique avec les frères Tissandier. Avec le dirigeable La France en 1884, il réalisa avec Charles Renard le premier circuit fermé au monde, sur un aéronef motorisé dont il avait conçu le moteur électrique.
Il participa à l'invention du bateau électrique sous-marin Gymnote en 1888, considéré comme le premier sous-marin  moderne et l'équipa d'un moteur, d'un périscope et d'un gyroscope électrique.
Il fut le directeur général de Panhard de 1897 à 1916.
Il épousa en 1881 Marie de Fréminville, sœur de Charles de la Poix de Fréminville, avec laquelle il eut huit enfants, dont Louis Krebs.

## Ses inventions
- Le treuil à deux tambours parallèles.
- Le frein dynamométrique électrique.
- Le compas gyroscopique électrique[4].
- L'embrayage à disques multiples.
- L'accouplement élastique (Flector), précurseur du joint homocinétique.
- Le carburateur à membrane (publication originale).

## Distinctions
- Commandeur de la Légion d'honneur (24 janvier 1935)[5]
- Officier de l'Instruction publique